# Eric Wareheim
 (mars 2019).
Si vous disposez d'ouvrages ou d'articles de référence ou si vous connaissez des sites web de qualité traitant du thème abordé ici, merci de compléter l'article en donnant les références utiles à sa vérifiabilité et en les liant à la section « Notes et références ».
Eric Wareheim est un acteur, humoriste, scénariste, musicien et réalisateur américain, né le 7 avril 1976 à Audubon (Pennsylvanie).
Il fait partie du duo comique Tim & Eric. Wareheim, en collaboration avec Tim Heidecker, est le créateur des émissions télévisées Tom Goes to the Mayor, Tim and Eric Awesome Show, Great Job!, Check It Out! with Dr. Steve Brule, et Tim & Eric's Bedtime Stories.

## Biographie
Eric Alexander Wareheim naît le 7 avril 1976 à Audubon, en Pennsylvanie.
Il a étudié à l'université Temple où il a fait la connaissance de Tim Heidecker.
Eric Wareheim a créé la société de production Abso Lutely.
Il est souvent représenté dans un GIF humoristique relatif au "Mind Blowing" dans un style vintage[pas clair][réf. nécessaire].

## Carrière musicale
Wareheim a joué dans plusieurs groupes de punk hardcore de la région de Philadelphie, dont le groupe de post-hardcore Ink & Dagger et le groupe de punk/new wave Twelve Tone System, dont Tim Heidecker a également été brièvement membre. Wareheim a brièvement joué de la guitare rythmique pour le duo Adam et Justine dans les années 1990. Wareheim était également le principal auteur-compositeur de The Science Of et avait été membre d'Elements of Need et d'I Am Heaven, tous dans un registre emo hardcore. Il est actuellement impliqué dans le groupe Sola.

## Filmographie
- 2007-2010 : Tim and Eric Awesome Show, Great Job!, série-émission humoristique télévisée, de lui-même avec Tim Heidecker
- 2013 : Wrong Cops de Quentin Dupieux : Renato
- 2015 : Réalité de Quentin Dupieux : Henri[2]
- 2015-2021 : Master of None, série-émission humoristique télévisée, de Aziz Ansari et Alan Yang

## Publications
- Foodheim: A Culinary Adventure. ed. Ten Speed Press. 2021.  (ISBN 978-1984858528).